# Suum cuique
La locución latina Suum cuique (pronunciación: /ˈsu.umˈkui̯.kʷe/, [ˈs̠uʊŋˈkʊi̯kʷɛ] (en español: A cada uno lo suyo en el sentido de a cada uno según su mérito))  se ha utilizado desde las antiguas teorías filosóficas de la moral y la política para definir conceptos de derecho y justicia, especialmente la justicia distributiva analizada como principio. Implica que cada ciudadano de una comunidad recibe (o debería recibir) lo que se le debe, por ejemplo mediante la distribución justa de los bienes. Dependiendo de la teoría política o de la relevancia práctica, se sugieren varias aclaraciones. El estatus de tal principio se ha evaluado de diferentes maneras a lo largo de la historia.

## Origen

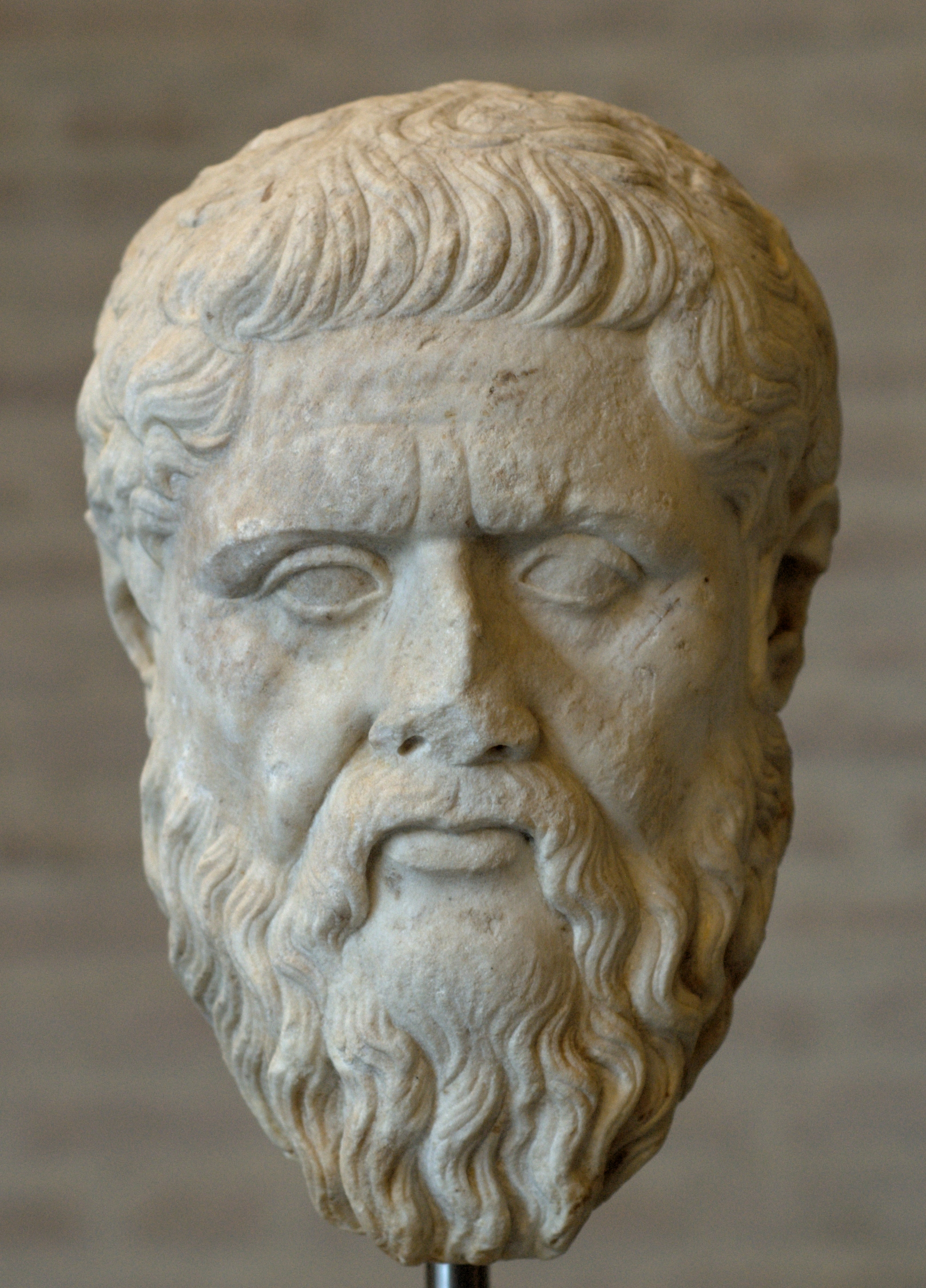
Platón

Suum cuique se remonta como principio a la antigua Grecia. En la República, Platón afirmó que la justicia existe "cuando uno hace lo suyo y no hace muchas cosas" η ἐστί, to ta hautou prattein kai me polypragmonein dikaiosyne esti, IV 433a). Cada uno debe hacer lo suyo, en la forma y en la medida que corresponda a su naturaleza, a sus posibilidades y a las circunstancias individuales (fórmula de idiopragia). Además, Platón explicó que cada uno debería obtener lo que es suyo y que nadie debería ser privado de lo que le pertenece (433e).
Aristóteles distinguió en su Ética a Nicómaco dos tipos de justicia, que tradicionalmente se han denominado "distributiva" y "conmutativa".  La justicia es proporción. La justicia conmutativa es simple. Se trata de la reciprocidad del contrato (Aristóteles también la llama sinalagmática =  συναλλαγματικός ) o de la retribución del crimen. Su objetivo es la solución.
La teoría de la justicia distributiva es menos sencilla. Su objetivo es explicar la distribución desigual del poder político en una sociedad de clases. Es evidente que, en este mundo, el poder, la distinción y la riqueza no están distribuidos equitativamente. Sin embargo, la distribución existente aún puede ser justa porque se basa en la distribución según el mérito (kat'axian). Los honoratiores tienen más poder y distinción porque ellos -o sus padres- son más meritorios para el Estado.  Según explica, se trata de relaciones proporcionales  en las que cuatro términos se relacionan entre sí. Para que todos reciban lo que se les debe, la persona A debe comportarse con la persona B de la misma manera que C (lo que se le asigna a la persona A) se comporta con D (lo que se le asigna a la persona B). “La conexión de A con C y la de B con D es justicia distributiva”. Según esta definición, la injusticia y la injusticia son demasiado o demasiado poco para el individuo.
Aristóteles es consciente del problema de qué criterio debería aplicarse para determinar esta proporción entre A y B: “Se reconoce generalmente que la justicia al asignar debe hacerse de acuerdo con un valor , pero no todos describen este valor como la misma cosa, sino que los demócratas describen la libertad, los oligarcas la riqueza, otros la alta cuna, otros la eficiencia”. 
Esta distinción en dos tipos de justicia se ha convertido en parte de la filosofía europea. Se encuentra en diversos tratados, desde la época de Tomás de Aquino hasta nuestros días. 

## Uso

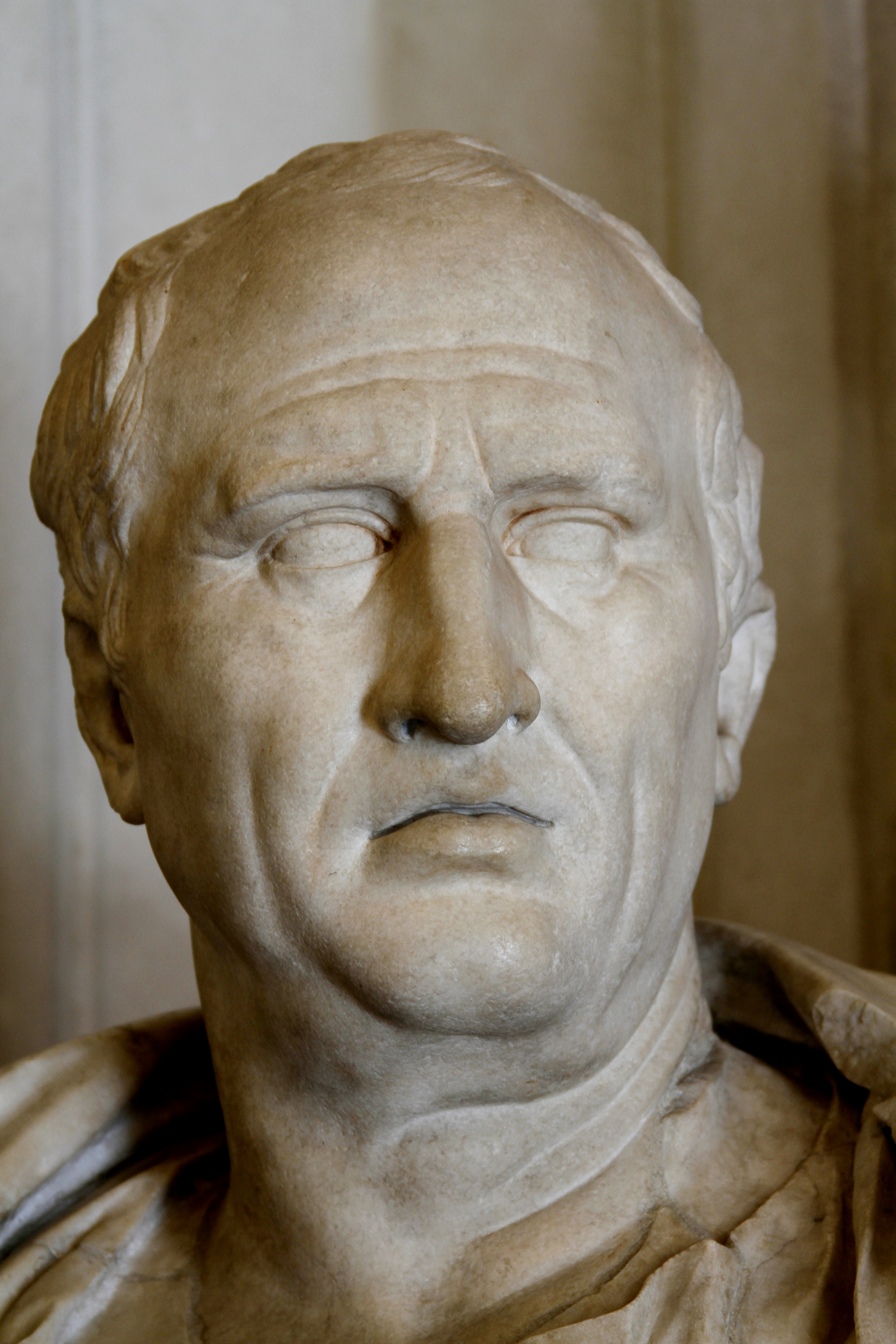
Cicerón

En el sentido político y jurídico "dar a cada uno lo suyo" la fórmula es utilizada, entre otros, por Cicerón, De legibus 1, 6 19, que recuerda la derivación del sustantivo griego νόμος (nómos, ley) de la palabra νέμειν (némein, asignar): Eamque rem (que significa: legem) illi Graeco putant nomine a suum cuique tribuendo appellatam - "Y esta cosa (la ley), como creen, lleva su nombre griego después de 'asignar a cada uno su propio'". 
La expresión también se puede encontrar en De officiis I, 15 de Cicerón: […] in hominum societate tunenda tribuendoque suum cuique et rerum contractarum fide (“[…] en el mantenimiento de la sociedad humana, en la concesión a cada uno de lo que le corresponde, así como en la fiabilidad de acuerdos contractuales).
En las Instituciones del emperador Justiniano I se dice en la primera parte del Corpus iuris civilis: iuris praecepta sunt haec: honeste vivere, alterum non laedere, suum cuique tribuere - Los mandamientos de la ley son estos: Vivir honradamente, no hacer daño a los demás,  dar a cada uno lo que le corresponde (Inst. 1,1,3). Domicio Ulpiano en el Corpus iuris civilis, Digesto 1, 10,  dice: Iustitia est constans et perpetua voluntas ius suum cuique tribuendi (“La justicia es la voluntad constante y duradera de dar a cada uno lo que le corresponde”). Esta frase fue luego colocada como definición al comienzo de la obra por el autor de las Instituciones, Triboniano (Inst. 1,1,1).
Hugo Grocio, filósofo jurídico y pensador de la Ilustración, utilizó el término en su teoría de la propiedad. 
La frase es el lema de la orden de la Orden del Águila Negra creada en 1701 por Friedrich I, y el lema del estado prusiano. 
 

El principio romano de justicia Suum cuique se puede encontrar en edificios públicos como por ejemplo castillos, ayuntamientos y cortes. En el Vaticano, Unicuique suum ha sido el primero de los dos lemas del periódico papal L'Osservatore Romano desde su fundación en 1861. 

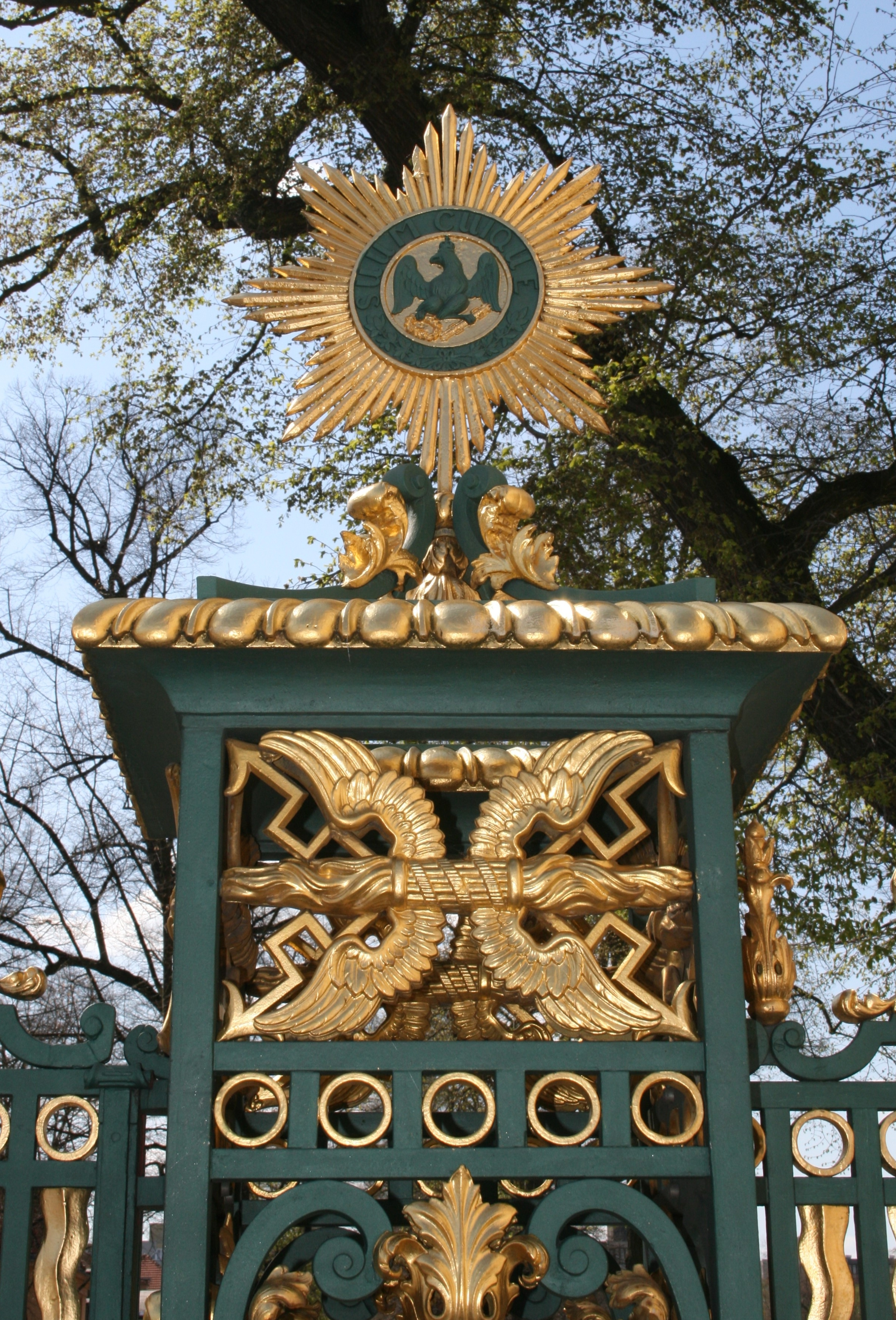
En la valla del Palacio de Charlottenburg
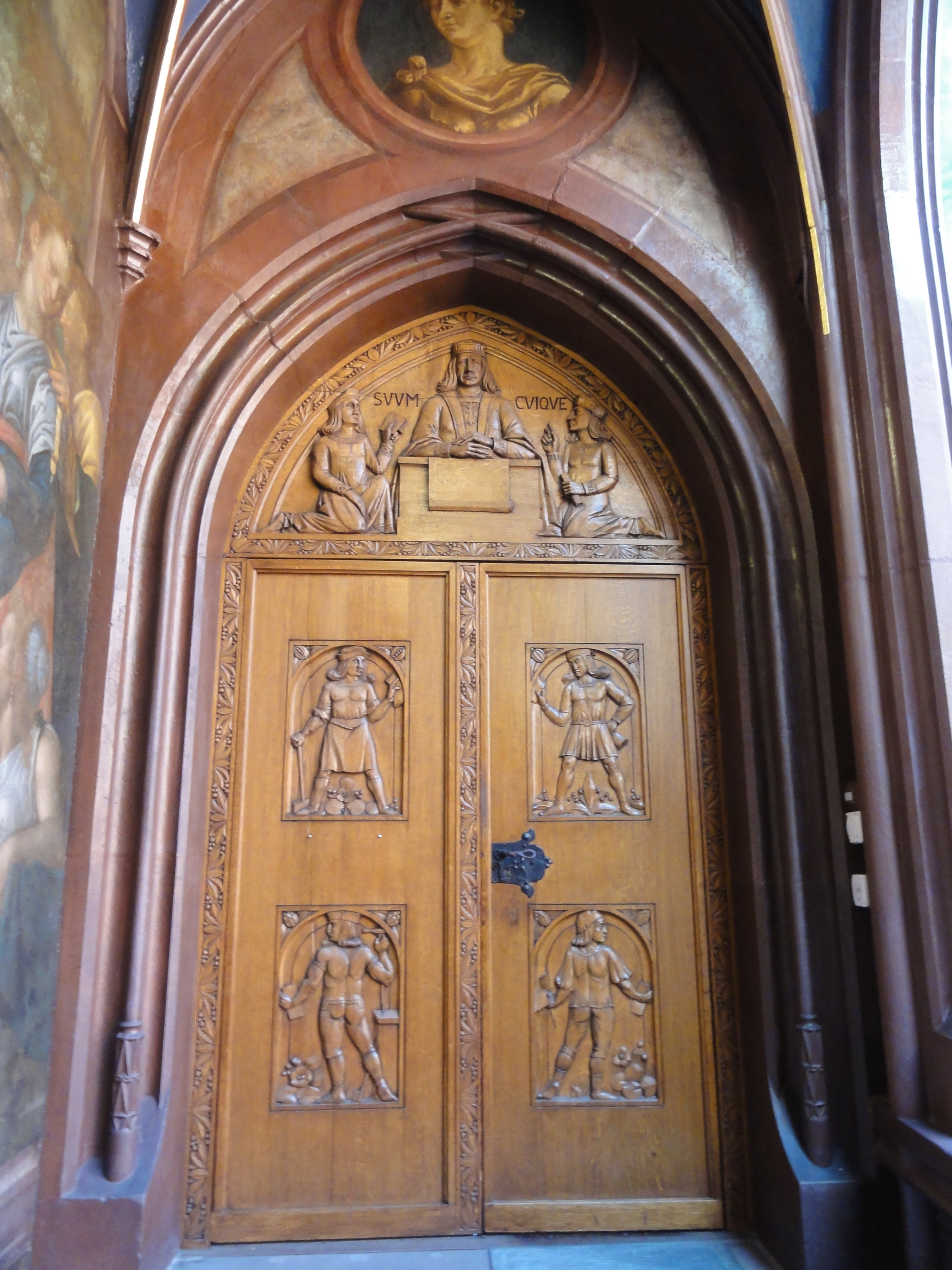
En la puerta del Ayuntamiento de Basilea
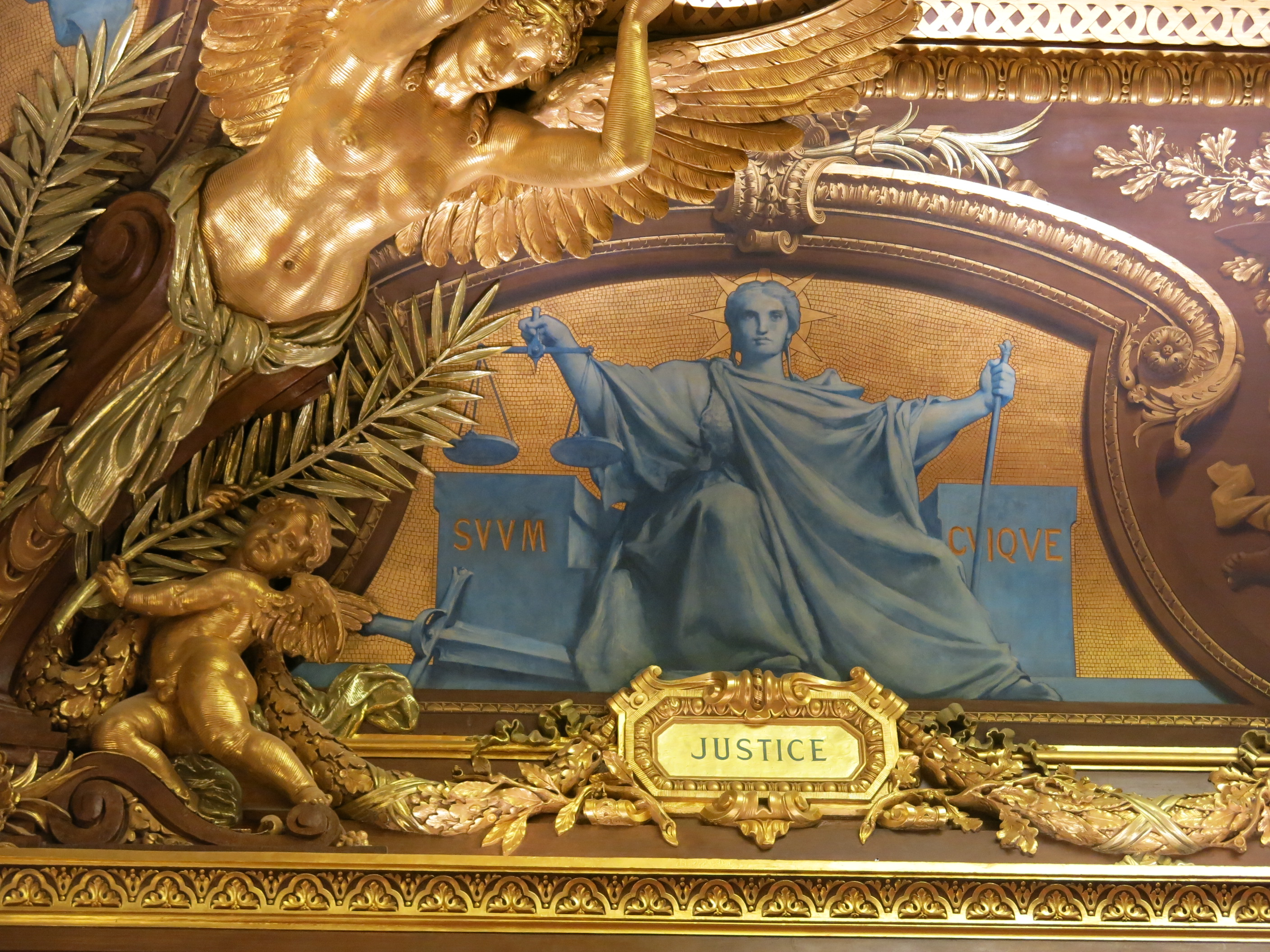
En la sala de reuniones del Consejo de Estado en París
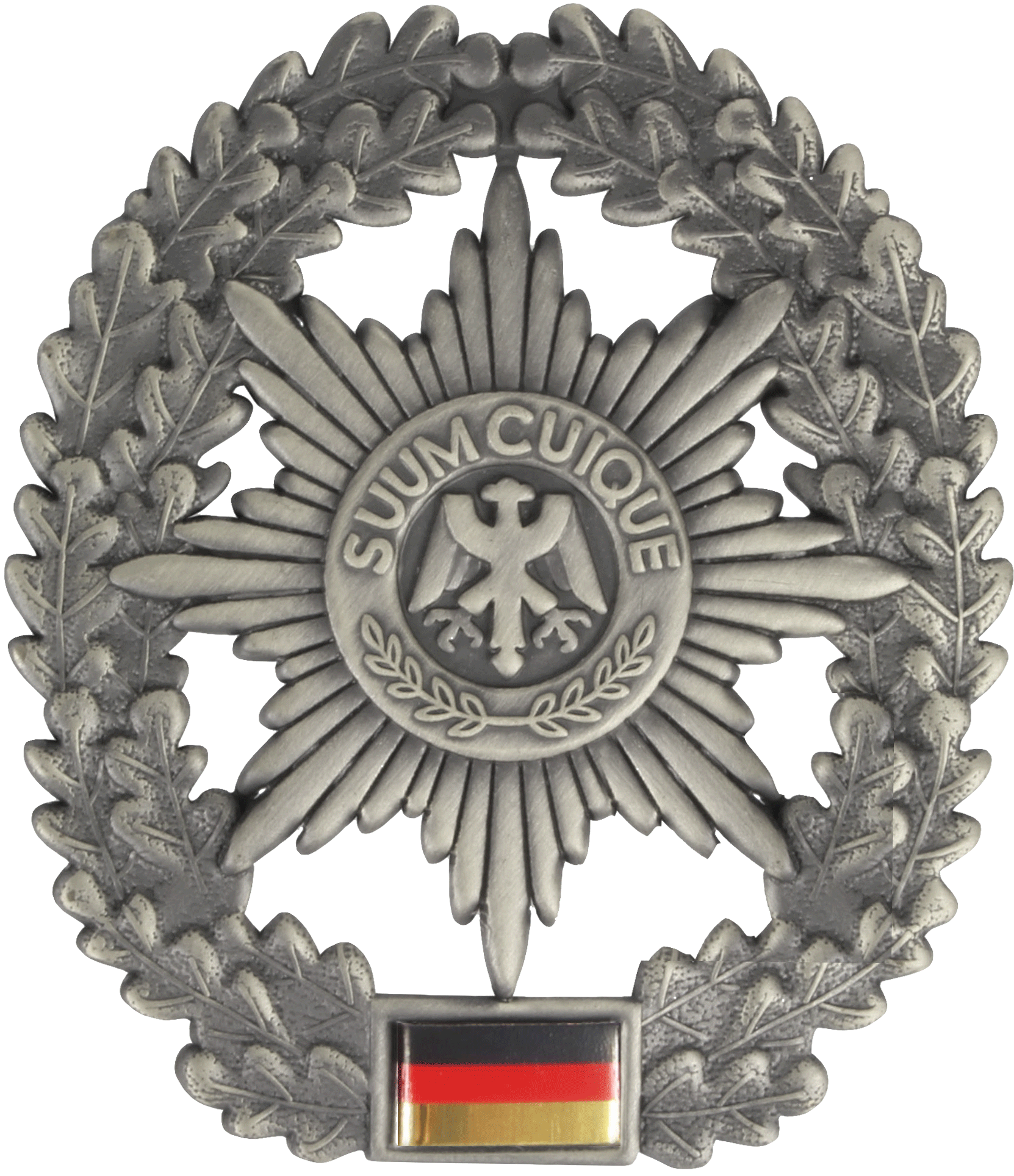
En la insignia de la boina de la policía militar alemana

## Abuso del concepto

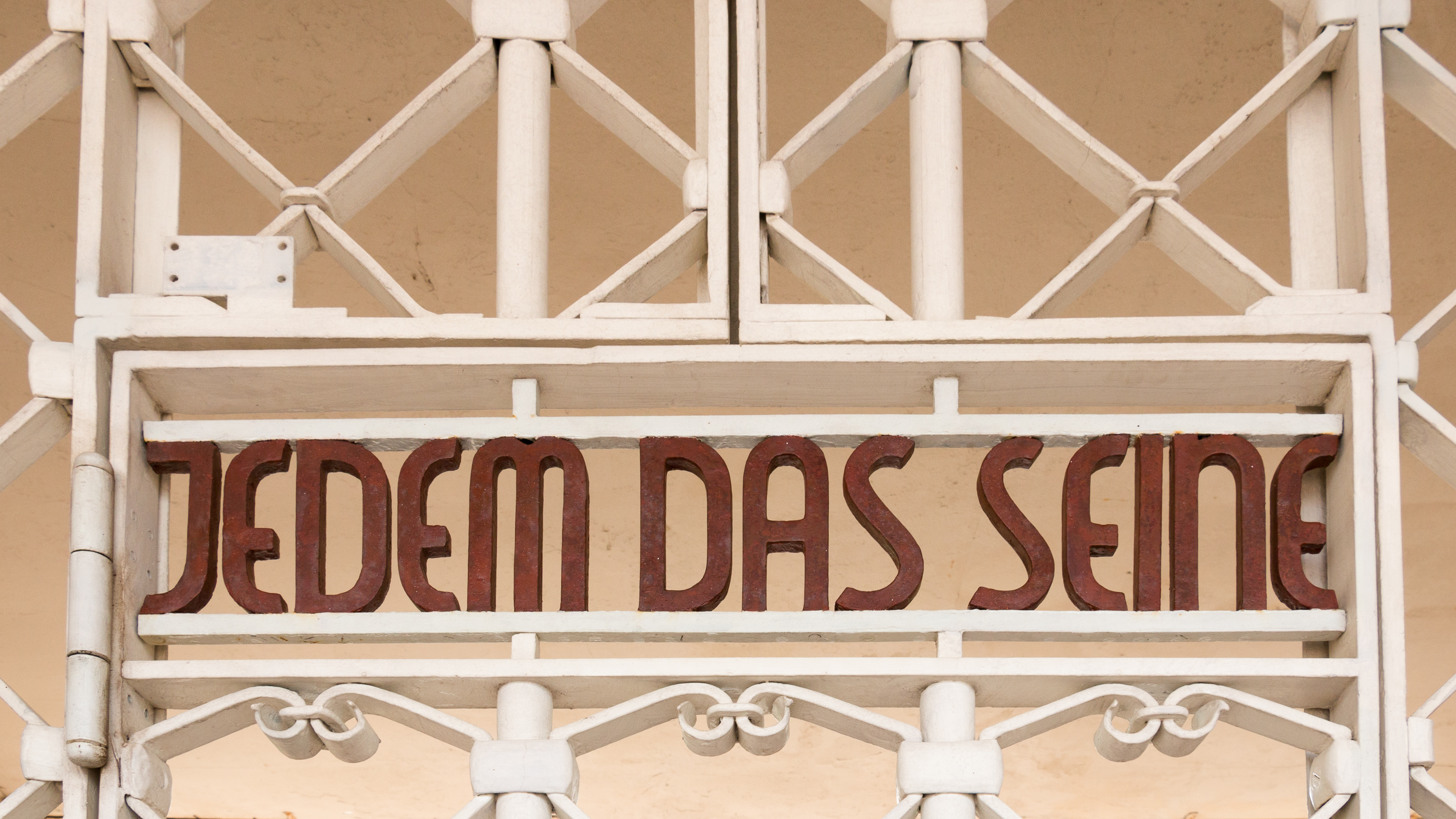
Jedem das Seine en la puerta de entrada del campo de concentración de Buchenwald

En 1937, las SS construyeron el campo de concentración de Buchenwald, cerca de Weimar. El lema Jedem das Seine, la traducción al alemán de Suum cuique, estaba colocado en la puerta de hierro forjado del campo de prisioneros, indicando de forma irónica lo que "merecían" los opositores al nazismo. 